# Seawolves d'Alaska Anchorage
Les Seawolves d'Alaska Anchorage (en anglais: Alaska Anchorage Seawolves) sont un club omnisports qui se réfère aux 13 programmes sportifs tant féminins que masculins représentant les équipes de universitaire de l'université de l'Alaska à Anchorage situé à Anchorage dans l'État de l'Alaska aux États-Unis.
Ses équipes participent aux compétitions organisées par la National Collegiate Athletic Association au sein de sa Division II, à l'exception de l'équipe féminine de gymnastique et de l'équipe masculine de hockey sur glace qui sont membres de la Division I, et la majorité de ces équipes sont membres de la Great Northwest Athletic Conference à l'exception du programme de hockey sur glace qui évolue comme équipe indépendante, du programme de gymnastique qui évolue dans la Mountain Pacific Sports Federation (en) et du programme de ski (Rocky Mountain Intercollegiate Ski Association (en)). 
Les couleurs des équipes sont le vert et l'or. 

## Sports représentés
| Hommes (6)                               | Femmes (7)    |
| Athlétisme†                              | Athlétisme†   |
| Basketball                               | Basketball    |
| Cross country                            | Cross Country |
| Hockey sur glace                         | Gymnastique   |
|                                          | Volleyball    |
| Équipe mixte : Ski                       |               |
| † – Athlétisme en salle et en plein air. |               |